# David Goss
David Mark Goss (sinh năm 1952 – mất ngày 4 tháng 4 năm 2017) là một nhà toán học, một giáo sư khoa toán học tại Đại học Tiểu bang Ohio, và là tổng biên tập của Journal of Number Theory. Ông nhận bằng cử nhân toán học vào năm 1973 tại Đại học Michigan và bằng tiến sĩ năm 1977 tại Đại học Harvard dưới sự giám sát của Barry Mazur; trước khi gia nhập Đại học Tiểu bang Ohio, ông đảm nhiệm các vị trí ở Đại học Princeton, Harvard, Đại học California tại Berkeley, và Đại học Brandeis. Ông đã làm việc trên các lĩnh vực chức năng và giới thiệu Goss zeta function.
Năm 2012, ông trở thành thành viên của Hội Toán học Hoa Kỳ.

## Sách
- Goss, David (1996), Basic structures of function field arithmetic, Ergebnisse der Mathematik und ihrer Grenzgebiete (3) [Results in Mathematics and Related Areas (3)], quyển 35, Berlin, New York: Springer-Verlag, ISBN 978-3-540-61087-8, MR 1423131

## Giấy tờ
- "The algebraist's upper half-plane". Bull. Amer. Math. Soc. (N.S.). Quyển 2 số 3. 1980. tr. 391–415. doi:10.1090/s0273-0979-1980-14751-5. MR 0561525.
- "A simple approach to the analytic continuation and values at negative integers for Riemann's zeta function". Proc. Amer. Math. Soc. Quyển 81 số 4. 1981. tr. 513–517. doi:10.1090/s0002-9939-1981-0601719-8. MR 0601719.
- "Units and class-groups in the arithmetic theory of function fields". Bull. Amer. Math. Soc. (N.S.). Quyển 13 số 2. 1985. tr. 131–132. doi:10.1090/s0273-0979-1985-15395-9. MR 0799794.
- "A formal Mellin transform in the arithmetic of function fields". Trans. Amer. Math. Soc. Quyển 327 số 2. 1991. tr. 567–582. doi:10.1090/s0002-9947-1991-1041048-5. MR 1041048.

## Website chính thức
- Home page Lưu trữ ngày 2 tháng 1 năm 2011 tại Wayback Machine of David Goss
- David Goss on MathSciNet